# Lulsundskanalen
Lulsundskanalen är en delvis grävd kanal i Luleå som förbinder Björkskatafjärden med Skurholmsfjärden, och bildar gräns mellan stadsdelarna Bergviken och Östermalm på den västra sidan och Lulsundet på den östra sidan.
Kanalen var ursprungligen ett sund längs sjövägen till dåvarande Luleå, nuvarande Gammelstaden. Sundet har givit namn åt kanalen, stadsdelen  Lulsundet, Lulsundsberget i stadsdelen  Kronan och Lulsundsgatan i centrala Luleå.
Lulsundskanalen är cirka 800 meter lång och grävdes ursprungligen för att förbättra förbindelserna med byarna runt Björkskatafjärden och Björsbyfjärden, men har sedan vägnätet förbättrats förlorat sin betydelse.
Under 2000-talet genomförde Luleå kommun en omfattande restaurering och byggde en damm i kanalens nedre ände i syfte att höja vattennivån i Björkskatafjärden.